# Покрајине Вануатуа
Вануату је од 1994. године подељен на шест покрајина. Имена на енглеском језику су добијена од првих слова имена сваког острва. 

## Покрајине
| Покрајина | Главни град | Главна острва                         | Површина (km²) | Становништво Попис 1999 |
| --------- | ----------- | ------------------------------------- | -------------- | ----------------------- |
| Малампа   | Лакаторо    | Амбрим, Малакула, Пама                | 2,779          | 32.705                  |
| Пенама    | Лонгана     | Пентекост, Аоба, Маево                | 1,198          | 26.646                  |
| Санма     | Луганвил    | Еспириту Санто, Мало                  | 4,248          | 36.084                  |
| Шефа      | Порт Вила   | Ефате, Шеферд                         | 1,455          | 54,439                  |
| Тафеа     | Ислангел    | Тана, Анива, Футуна, Ероманго, Анатом | 1,628          | 29,047                  |
| Торба     | Сола        | Банкс и Торес                         | 882            | 7.757                   |
| Вануату   | Порт Вила   |                                       | 12,189         | 186,678                 |